# فرقة المشاة 71 (الفيرماخت)
فرقة المشاة الحادية والسبعين Kleeblatt ("Cloverleaf" ، "Happy One") ( (بالألمانية: 71. Infanterie-Division) فرقة المشاة ) كان فرقة مشاة من الجيش الألماني، التي شكلت في أغسطس 1939، قبل وقت قصير من اندلاع الحرب العالمية الثانية. خدمت في حامية الجدار الغربي حتى مايو 1940، ثم انضمت إلى غزو فرنسا. استولت الفرقة على فورت فو وفورت دوماونت في الحملة الغربية. 
بعد ذلك خدمت في الإدارة العسكرية في فرنسا ولوكسمبورغ حتى سبتمبر. من أكتوبر 1940 حتى يناير 1941، ثم انتقلت إلى برزيميول، وانضمت إلى عملية بربروسا، الغزو الألماني للاتحاد السوفياتي، في يونيو 1941. في الخريف، انسحبت إلى بلجيكا للراحة.
بعد ذلك بقيت على الجبهة الشرقية، حيث خدمت تحت الجيش السادس الألماني وفقدت خلال معركة ستالينجراد في أوائل عام 1943. 
أعيد تشكيل الفرقة خلال فصل الصيف ثم خدم في الجبهة الإيطالية من خريف عام 1943 حتى نهاية عام 1944، تقريبًا إلى دمارها في معركة مونتي كاسينو. ثم قضت البقايا بعض الوقت في شمال إيطاليا حيث عارضوا فرقة المشاة الكندية الأولى شمال نهر ميتورو وعلى الخط القوطي بخسائر فادحة للغاية. بعد ذلك، قاتلت الفرقة 71 في المجر، واستسلمت أخيرًا للبريطانيين بالقرب من سانت فيث في النمسا.

## جرائم حرب
تورطت الفرقة في مذبحة Tićan ( Višnjan، الآن في كرواتيا )، في 11 سبتمبر 1943، عندما تم إعدام 84 مدنيًا.  

## التنظيم
هيكل القسم: 
- مقر
- فوج المشاة 191
- فوج المشاة 194
- فوج المشاة 211
- فوج المدفعية 171
- كتيبة الاستطلاع 171
- الكتيبة 171 المضادة للدبابات
- كتيبة المهندسين 171
- كتيبة الإشارة 171
- مجموعة التوريدات الأقسام 171

## القادة
الضباط التاليون يقودون فرقة المشاة 71:
- (26 أغسطس 1939 - 15 أكتوبر 1939) اللواء فولفجانج زيغلر
- (15 أكتوبر 1939 - 15 فبراير 1941) الجنرال دير إنفانتير كارل ويسنبرغر
- (15 فبراير 1941 - 28 مارس 1941) الجنرال دير إنفانتير فريدريش هيرلين
- (28 مارس 1941 - 25 يناير 1943) الجنرال دير إنفانتير ألكسندر فون هارتمان
- (25 يناير 1943 - 14 مارس 1943) اللواء فريتز روسكي
- (14 مارس 1943 - 1 يناير 1945) Generalleutnant Wilhelm Raapke
- (1 يناير 1945 - 8 مايو 1945) اللواء الرائد إيبرهارد فون شوكمان